# Reglas paralelas

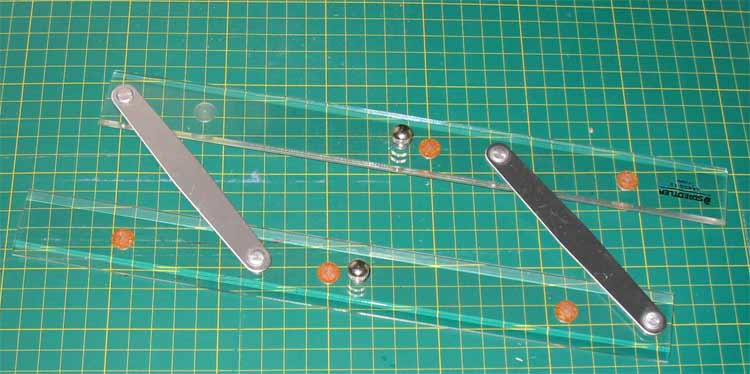
Reglas paralelos de plástico con los brazos de aluminio.

Las reglas paralelas son un instrumento de  dibujo técnico utilizado por los navegantes para trazar líneas paralelas sobre las cartas de navegación. La herramienta consta de dos reglas rectas unidas por dos brazos que les permiten moverse más cerca o más lejos, manteniéndose siempre paralelos entre sí.

## Historia
Las reglas paralelas fueron inventadas sobre el 1584 por Fabrizio Mordente, pero no fueron de uso común hasta el siglo XVIII.

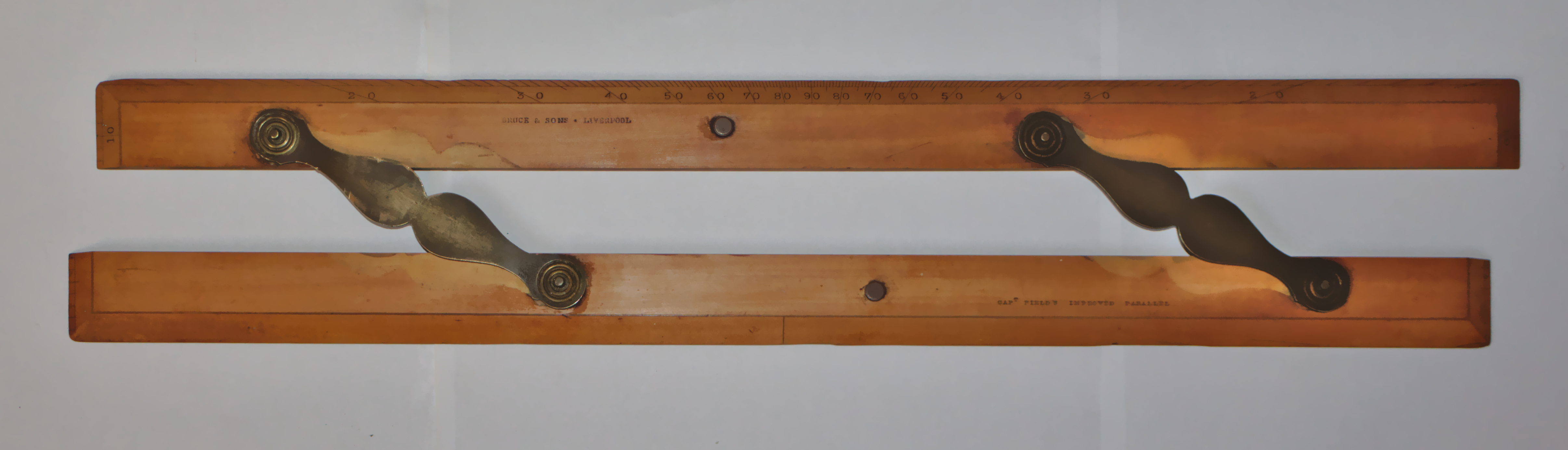
Reglas paralelas de campo mejoradas

En el siglo XIX, el capitán Andrew William Field (c. 1896/71) mejoró el diseño, añadiendo una escala transportador en el canto superior de la regla, y un  compás de puntas por lado opuesto, lo que hizo la lectura más fácil. Se conservan ejemplares de boj, de marfil y de ébano, generalmente con bisagras de latón. El instrumento en general tiene dos brazos de unión, sin embargo, en algunas ocasiones, hay modelos que tienen tres, a veces la articulación fue de tipo tijera.

## Modelo de "rodillo"
Otra variación muy práctica es un modelo de "rodillo" que incluye unos rodillos cilíndricos que hacen que la regla se desplace siempre en posiciones paralelas.